# ブラト・ミンジルキエフ
ブラト・アブドゥラエヴィチ・ミンジルキエフ（ロシア語: Булат Абдуллаевич Минжилкиев、ラテン文字表記の例:Bulat Abdullaevich Minzhilkiev、1940年4月23日 - 1997年8月16日）は、キルギス出身のソビエト連邦、ロシアのバス歌手、音楽教師。ソ連人民芸術家（1976年授与）。

## 概要
1940年にキルギス・ソビエト社会主義共和国の首都フルンゼに生まれる。高等学校を卒業後、マルディバエフ記念キルギス国立オペラ・バレエ劇場附属オペラ・スタジオに所属し、そこからタシケント国立音楽院に派遣される。同音楽院でN.カリンコフのクラスに学び、1966年に卒業した後は、キルギス国立オペラ・バレエ劇場のソリストに迎えられている。1968年から1971年にかけてミラノのスカラ座に研修のため派遣された。1971年、トゥールーズで行われた歌唱コンクールで第2位、1973年、ソフィアで行われた若きオペラ歌手のためのコンクールで優勝し、国際的に知られるようになり、ブルガリア、ポーランド、ハンガリー、ユーゴスラビア、東ドイツ、チェコスロバキア、西ベルリン、西ドイツ、スウェーデン、シリア、ヨルダン、ベトナム、ラオス、日本、北朝鮮への海外公演を1970年代に果たした。1975年にはボリショイ劇場の海外公演に同行し、メトロポリタン歌劇場に登場している。1976年にソ連人民芸術家の称号を授与され、
1985年にはソビエト連邦国家賞を受賞している。また、第10期ソビエト連邦最高会議代議員に選出されている。
教育者としては、1971年よりベイシェナリエフ記念キルギス国立芸術大学で教え始め、1983年からは主任教授を務めた。
1987年、キーロフ劇場(マリインスキー劇場)に招かれ成功を収め、1989年より同歌劇場のソリストとなる。ヴァレリー・ゲルギエフのもと、数々のオペラを精力的に演じ、フィリップス・レコードに多くの映像・録音を遺している。
1997年、サンクトペテルブルクで没し、遺された『見えざる街キーテジと聖女フェヴローニヤの物語』の録音は、ミンジルキエフの思い出に捧げられた。

## 主な受賞
- 1971年：キルギス・ソビエト社会主義共和国功労芸術家
- 1972年：キルギス・ソビエト社会主義共和国レーニン勲章コムソモール賞
- 1973年：キルギス・ソビエト社会主義共和国人民芸術家
- 1976年：ソ連人民芸術家
- 1976年：キルギス・ソビエト社会主義共和国国家賞
- 1976年：レーニン勲章コムソモール賞
- 1985年：ソビエト連邦国家賞

## 主な録音・映像
以下はフィリップス・レコードにゲルギエフ指揮マリインスキー劇場(キーロフ劇場)のソリストとして録音したもの(太字は映像も)。
- ムソルグスキー：オペラ『ホヴァーンシチナ』(イヴァン・ホヴァーンスキー公 1991年録音 1992年映像収録)
- ボロディン：オペラ『イーゴリ公』(コンチャク汗 1993年)
- リムスキー＝コルサコフ：オペラ『サトコ』(ヴァリャーグの商人 1993年録音・映像収録)
- リムスキー＝コルサコフ：オペラ『見えざる街キーテジと聖女フェヴローニヤの物語』(ベドヤイ 1994年録音)